# Чернівська сільська рада (Мостиський район)
Чернівський старостинський округ №9 Мостиської міської ради Львівської області—  орган місцевого самоврядування у Мостиському районі Львівської області з адміністративним центром у с. Черневе.

## Загальні відомості
Історична дата утворення: в 1940 році. Водоймища на території, підпорядкованій даній раді: річка Вишня.

## Населені пункти
Сільській раді підпорядковані населені пункти:
с. Годині
- с. Черневе
- с. Заверхи
- с. Старява

## Склад: Староста, діловод

### Керівний склад
П.І.П.:    Козиняк Юрій Ігорович
Основні відомості:  Староста  сіл Годині, Черневе, Заверхи, Старява Мостиської міської ради, 20.04.1992 р.н., освіта вища
Дата обрання: 01.01.2021 року
Дата звільнення:
Примітка: таблиця складена за даними джерела